# Othon-Joseph Vandenbroecke
Othon-Joseph Vandenbroecke (ook: Othon-Joseph Van den Broeck en Othon-Joseph Vandenbroeck) (Ieper, 20 december 1758 – Passy bij Parijs, 18 oktober 1832) was een Belgisch componist, dirigent en hoornist.

## Levensloop
Vandenbroecke studeerde hoorn bij F. Banneux, solist in de muziekkapel van Karel van Lorreinen rond 1775, en Willem Spandau, hoornist bij de prins Willem V van Oranje-Nassau in Den Haag. Hij leerde compositie bij Fuchs en bij Schmit sr. te Amsterdam.
Een bepaalde tijd werkte hij ook in de muziekkapel van Karel van Lorreinen in Brussel onder kapelmeester P. van Malderen. In 1782 ging hij naar Maastricht en werkte in het orkest van het Théatre Français. Maar in 1783 vertrok hij naar Parijs waar hij zich met concerten bij de Loge Olympique, toen een springplank voor jonge, talentvolle musici, bekendmaakte. Hij had het geluk de vuurproef te doorstaan, en slaagde in zijn opzet een gerenommeerd musicus te worden.
Later werd hij hoornist in het orkest van het Théatre Italien en daarna in het orkest van de Grand Opéra Garnier, waar hij uiteindelijk bleef tot aan zijn pensioen.
Hij was tevens solist bij de Musique de la Garde Nationale en later bij de Keizerlijke Muziekkapel van Napoleon.
Bij de oprichting van het Conservatoire national supérieur de musique in Parijs werd hij tot leraar hoorn benoemd, een positie naast Frédéric Nicolas Duvernoy en Heinrich Domnich die hij in 1800 verliet. Vandenbroecke en Duvernoy waren collega's in het orkest van het Grand Opéra Garnier.
Als componist schreef hij toneelwerken, werken voor orkest en harmonieorkest en kamermuziek.

## Composities

### Werken voor orkest
- 1790 Sinfonia concertante in Es-groot, voor twee hoorns, twee violen, altviool, cello, fagot, hoorns en hobo's
- Symfonie in C-groot "La Prise de la Bastille", voor dwarsfluit, 2 klarinetten of hobo's, 2 fagotten, 2 hoorns, pauken en strijkers
- Sinfonia Concertante, voor klarinet, hoorn, fagot en orkest
- Concerto, voor klarinet en orkest
- 2 Concerto's, voor hoorn en orkest

### Muziektheater

#### Opera's
| Voltooid in | titel | aktes   | première                  | libretto                                         |
| ----------- | --- | ------- | ------------------------- | ------------------------------------------------ |
| 1782        | Tircis et Céphise ou Le Lotto d'amour                                                                      | 3 aktes | 6 juli 1782, Maastricht   | Vallier                                          |
| 1783        | Les Étrennes de la nouvelle année                                                                          | 1 akte  | 1783, Maastricht          | Vallier                                          |
| 1786        | Colin et Colette ou Le Milicien                                                                            | 1 akte  | 8 juni 1786, Parijs       |                                                  |
| 1788        | La Ressemblance supposée                                                                                   | 1 akte  | 26 juli 1788, Parijs      |                                                  |
| 1790-1793   | Le Codicille ou Les Deux Héritiers; met muziek van Joseph Haydn, Ignace Joseph Pleyel en Johannes Cuvelier | 1 akte  | 5 augustus 1793, Parijs   | Jean Guillaume Antoine Cuvelier de Trye          |
| 1795        | La Fille hermite                                                                                           | 1 akte  | 23 oktober 1795, Parijs   | Jean Guillaume Antoine Cuvelier de Trye          |
| 1797        | C'est le diable ou La Bohémienne                                                                           | 5 aktes | 18 november 1797, Parijs  | Jean Guillaume Antoine Cuvelier de Trye          |
| 1797        | Les Incas ou Les Espagnols dans la Floride                                                                 |         | 1797, Parijs              |                                                  |
| 1798        | L'Anniversaire ou La Fête de la souveraineté                                                               |         | 20 maart 1798, Parijs     | Mittié / Jean Guillaume Antoine Cuvelier de Trye |
| 1799        | La Fontaine merveilleuse ou Les Époux musulmans                                                            | 5 aktes | 13 september 1799, Parijs | Loaisel de Trégoate                              |

#### Balletten
| Voltooid in | titel                                | aktes | première                 | libretto                                | choreografie |
| ----------- | ------------------------------------ | ----- | ------------------------ | --------------------------------------- | ------------ |
| 1794        | La Fête à l'Etre Suprême             |       | 9 juni 1794, Parijs      | Jean Guillaume Antoine Cuvelier de Trye |              |
| 1795        | Le Génie Assouf ou Les Deux Coffrets |       | 25 december 1795, Parijs | Jean Guillaume Antoine Cuvelier de Trye |              |

### Kamermuziek
- 3 Duos concertant, voor dwarsfluit en hoorn
- Drie kwartetten, voor hoorn, viool, altviool en basso continuo, op. 1

## Pedagogische werken
- 1793 Traité général de tous les instruments à vent à l’usage des compositeurs, Ed. Boyer, Paris, 1793, 65 p., ISBN 2 8266 0429 5
- 1797 Nouvelle et raisonnée pour apprendre et à donner du Cor
- Suite de la Methode ou Manière d’enseigner a donner du cor, suivie de plusieures duo d’un difficulté gradu